# Mount Priestley
Mount Priestley ist ein 1100 m hoher Berg im ostantarktischen Viktorialand. Er ragt 8 km südwestlich des Mount Bellingshausen an der Nordseite des David-Gletschers in den Prince Albert Mountains auf. 
Teilnehmer der Nimrod-Expedition (1907–1909) unter der Leitung des britischen Polarforschers Ernest Shackleton entdeckten ihn. Benannt ist der Berg nach dem britischen Geologen Raymond Priestley (1886–1974), einem Expeditionsmitglied und späteren Teilnehmer an der Terra-Nova-Expedition (1910–1913) unter der Leitung des britischen Polarforschers Robert Falcon Scott.